# Cristóvão de Almeida
Dom Frei Cristóvão de Almeida O.S.A. (1620 - 26 de outubro de 1679) foi um prelado e escritor português.
Era filho de Manuel Tavares de Almeida. Professou com dezoito anos no Convento dos ermitas de Santo Agostinho, na cidade de Évora. Versado em filosofia e teologia, foi lente do Colégio de Santo Antão de Lisboa. Em 1671, foi nomeado bispo-auxiliar de Lisboa, sendo consagrado como bispo-titular de Martiria em 3 de janeiro de 1672. Foi pregador da Capela Real.

## Obra
- Sermoens varios que pregou o illustrissimo e reverendissimo senhor D. FR. Christovam de Almeyda. 4. Lisboa: Officina de João Galrão. 1681